# جدار صخري

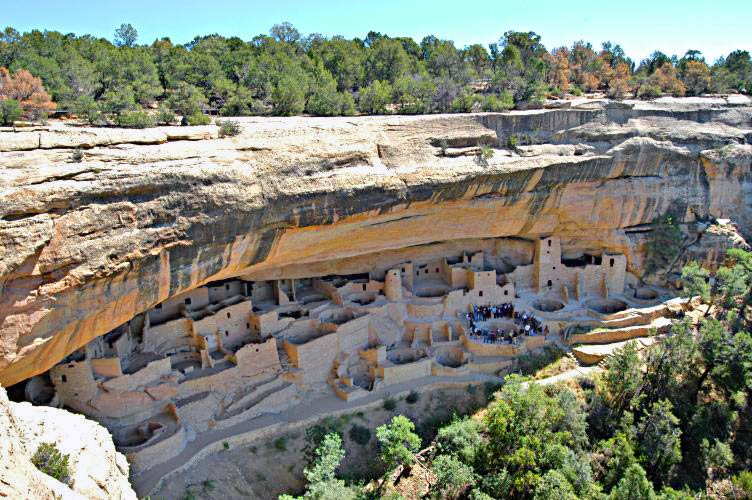
جدار صخري.

الجدار الصخري الهائل (بالإنجليزية: Rimrock)‏ ويتكون عادة عند الحافة العلوية للهضبة أو الوادي أو الارتفاع الجيولوجي. قد يشير إما إلى التكوين الصخري أو إلى الصخر نفسه. قد يتكون ريمروك من أي حجر تقريبًا البازلت، والنايس، والجرانيت، والحجر الرملي، وما إلى ذلك. وغالبًا ما يكون متعدد الطبقات. في كثير من الأحيان يغطى حجرًا أكثر نعومة يتآكل أسفله. غالبًا ما استخدم الهنود الأمريكيون في الغرب التجاويف الموجودة أسفل حافة الصخور لبناء المساكن ومخازن الحبوب.